# Paul Ben-Haim
Paul Ben-Haim hebr. פאול בן חיים; właśc. Paul Frankenburger (ur. 5 lipca 1897 w Monachium, zm. 14 stycznia 1984 w Tel-Awiwie) – izraelski kompozytor.

## Życiorys
W latach 1915–1916 i 1919–1920 studiował w Monachium, gdzie jego nauczycielami byli Friedrich Klose i Walter Courvoisier (kompozycja), Berthold Kellermann (fortepian) oraz Adolf Sandberger i Theodor Kroyer (muzykologia). W latach 1920–1924 jako kapelmistrz operowy był asystentem Bruno Waltera i Hansa Knappertsbuscha. Od 1924 do 1931 roku działał jako dyrygent w Augsburgu. W 1933 roku wyemigrował z III Rzeszy i osiedlił się w Palestynie. Zmienił wówczas swoje niemieckie nazwisko na hebrajskie Ben-Haim.
W Izraelu działał jako dyrygent orkiestrowy i radiowy oraz pedagog. Zajmował się także zbieraniem i badaniem folkloru żydowskiego. W latach 1949–1954 był dyrektorem Akademii Muzycznej w Jerozolimie. Krótko po II wojnie światowej zyskał międzynarodową renomę dzięki słynnym artystom, takim jak m.in. Yehudi Menuhin, Menahem Pressler, Leonard Bernstein, Jascha Heifetz, Mark Wessel, którzy zamawiali u niego kompozycje i byli prawykonawcami jego utworów . W 1957 roku został uhonorowany Nagrodą Izraela. Odznaczony Krzyżem Zasługi I Klasy Orderu Zasługi Republiki Federalnej Niemiec (1968). W 1972 roku na skutek obrażeń odniesionych w wypadku samochodowym musiał zakończyć karierę.

## Twórczość
Muzyka Ben-Haima wykazuje melodyczne pokrewieństwo z impresjonistycznym stylem Debussy'ego, Ravela i Falli oraz z symboliczną ekspresją Mahlera ; widoczny jest też silnym wpływ kultury muzycznej Bliskiego Wschodu. Zasadniczo Ben-Haim stosował harmonię tonalną, choć niekiedy sięgał po dodekafonię, by wzmocnić siłę wyrazu, jak np. w Vision of a Prophet (1959) . Dużą część jego twórczości stanowiły utwory wokalne.

## Ważniejsze kompozycje
(na podstawie materiałów źródłowych)

### Utwory orkiestrowe
- Concerto grosso (1931)
- poemat symfoniczny Pan (1931)
- I Symfonia (1939–1940)
- II Symfonia (1943–1945)
- Concerto na smyczki (1947)
- Fanfare to Israel (1950)
- suita orkiestrowa From Israel (1952)
- The Sweet Psalmist of Israel na klawesyn, harfę i orkiestrę (1953)
- To the Chief Musician (1958)
- Dance and Invocation (1960)
- The Eternal Theme (1965)
- Symphonic Metamorphosis of a Bach-Chorale (1968)

### Na instrumenty solowe i orkiestrę
- Kwintet klarnetowy (1941)
- Evocation na skrzypce i orkiestrę (1942)
- Pastorale varieé na klawesyn, harfę i smyczki (1947)
- Koncert fortepianowy (1949)
- Mediterranean Concerto na fortepian i orkiestrę (1950)
- Serenade na flet i trio smyczkowe (1952)
- Koncert skrzypcowy (1960)
- Koncert wiolonczelowy (1962)
- Divertimento na flet i orkiestrę kameralną (1971–1972)

### Na instrumenty solowe
- Sonatina na fortepian (1946)
- Sonata na skrzypce (1952)
- Music for the Piano (1957)
- Poème na harfę (1959)
- 3 Pieces na wiolonczelę (1973)

### Utwory wokalno-instrumentalne
- The Gardener na baryton i orkiestrę (1921)
- oratorium Joram (1932)
- Liturgical Cantata na baryton, chór i organy lub orkiestrę (1950)
- A Book of Verses na chór (1958)
- Vision of a Prophet na tenora, chór i orkiestrę (1958–1959)
- Lift up Your Heads motet na sopran i 8 instrumentów (1961)
- A Hymn from the Desert na sopran, baryton, chór i orkiestrę (1962–1963)
- 3 Psalms for San Francisco na sopran, baryton i orkiestrę (1963)
- Myrtle Blossoms from Eden na sopran lub tenor, alt lub baryton i fortepian lub orkiestrę kameralną (1966)
- Kabbalat Shabbat na sopran, baryton i organy (1967)
- 6 Sephardic Songs na chór (1971)